# Rising Sun / Heart, Mind and Soul
Rising Sun/Heart, Mind and Soul là đĩa đơn tiếng Nhật thứ năm của Tohoshinki, phát hành ngày 19 tháng 4 năm 2006 bởi Rhythm Zone.

## Danh sách bài hát

### CD
| STT | Nhan đề                                                                       | Phổ lời               | Phổ nhạc      | Thời lượng |
| --- | ----------------------------------------------------------------------------- | --------------------- | ------------- | ---------- |
| 1.  | "Rising Sun"                                                                  | m.c.A・T              | Yoo Young Jin | 4:42       |
| 2.  | "Heart, Mind and Soul"                                                        | Kiyoshi Matsuo, S.O.S | S.O.S         | 5:11       |
| 3.  | "Heart, Mind and Soul（アカペラVer.)" (Heart, Mind and Soul (Acappella Ver.)) | Kiyoshi Matsuo, S.O.S | S.O.S         | 3:15       |
| 4.  | "Rising Sun (Less Vocal)"                                                     |                       |               |            |
| 5.  | "Heart, Mind and Soul (Less Vocal)"                                           |                       |               |            |

### CD+DVD
CD
| STT | Nhan đề                             | Phổ lời               | Phổ nhạc      | Thời lượng |
| --- | ----------------------------------- | --------------------- | ------------- | ---------- |
| 1.  | "Rising Sun"                        | m.c.A・T              | Yoo Young Jin | 4:42       |
| 2.  | "Heart, Mind and Soul"              | Kiyoshi Matsuo, S.O.S | S.O.S         | 5:11       |
| 3.  | "Rising Sun (Less Vocal)"           |                       |               |            |
| 4.  | "Heart, Mind and Soul (Less Vocal)" |                       |               |            |

DVD
1. Rising Sun (Music Video)
2. Interview

## Xếp hạng
| Ngày phát hành      | Oricon chart         | Thứ hạng | Tổng lượng bán ra | Chart run |
| ------------------- | -------------------- | -------- | ----------------- | --------- |
| 19 tháng 4 năm 2006 | Weekly Singles Chart | 22       | 7.672             | 6 tuần    |

## Ngày phát hành
| Ngày                | Quốc gia          | Định dạng                  | Nhãn đĩa                     |
| ------------------- | ----------------- | -------------------------- | ---------------------------- |
| 19 tháng 4 năm 2006 | Nhật Bản Hàn Quốc | CD CD+ DVD tải kỹ thuật số | Rhythm Zone SM Entertainment |
| 5 tháng 5 năm 2006  | Đài Loan          | CD, CD+DVD                 | Avex Taiwan                  |